# Калабхаван Мани
Калабхаван Мани (малаял. കലാഭവൻ മണി; 1 января 1971 — 6 марта 2016) — индийский киноактёр и певец, снимавшийся в фильмах Южной Индии, преимущественно на языке малаялам.
Мани родился 1 января 1971 года в бедной семье в городе Чалакуды штат Керала.
Перед тем как начать карьеру актёра в центре обучения исполнительского искусства Kalabhavan, он работал водителем рикши. Его же он сыграл, дебютировав в эпизодической роли в фильме Aksharam (1995).
Но настоящим прорывом стал фильм Sallapam (1996), сценарий которого написал его друг и сосед А. К. Лохитадас.
А роль слепого певца в драме Vasanthiyum Lakshmiyum Pinne Njaanum (1999) принесла ему специальные призы жюри Национальной кинопремии и Kerala State Film Awards.
Актёру довелось играть ведущие роли в кино, но большую известность ему принесли комические и отрицательные персонажи.
Так, благодаря роли криминально авторитета Теджи в тамильском фильме «Джемини» (2002), он получил Filmfare Awards South за лучшее исполнение отрицательной роли.
Всего за свою карьеру он снялся в более 200 фильмах на малаялам.
Мани также был популярным певцом, специализирующимся на народных и религиозных песнях.
5 марта 2016 года Калабхаван Мани был найден в собственном доме в Чалакуды в тяжёлом состоянии и доставлен в больницу Amrita Institute of Medical Sciences, где скончался из-за проблем с печенью на следующий день в 7:15 вечера.
Вскрытие обнаружило в организме следы метилового спирта.
У актёра остались жена Нимми и дочь Шрилакшми